# Ratatouille
 Ovo je glavno značenje pojma Ratatouille. Za istoimeni film pogledajte Ratatouille (2007).
Ratatouille (čit. ratatuj) je specijalitet od povrća iz Provanse, a nastanak se najviše veže uz Nicu. Može se poslužiti kao toplo predjelo, glavno jelo ili kao hladno predjelo, jer se može zgotoviti i dan prije, a prožimanjem sastojaka nakon što odstoji neko vrijeme, postaje još ukusniji. Priprema se od patlidžana, tikvica, paprika očišćenih od sjemenki (za ljepši izgled jela i raznovrsnost aroma, može se uzeti raznobojne paprike; crvena, zelena i žuta), mesnate i oguljene rajčice, eventualno crveni luk (u nekim receptima je izostavljen). Od začinskog bilja prednost ima svježe nasjeckano; bosiljak, majčina dušica, mažuran, peršin, eventualno korijander, žličica šećera prema želji.

## Recept
3 patlidžana nasjeckana na kockice
3 rajčice nasjeckane na kockice
3 tikvice nasjeckane na ploške
3 paprike narezane na rezance
maslinovo ulje
začinsko bilje, sol, papar, šafran
režanj zdrobljenog češnjaka
- U veliki lonac stavi se nasjeckano povrće, posoli, popapri, pospe začinskim biljem, prelije šalicom maslinovog ulja, šalicom vode i lagano kuha oko sat vremena.
- Ako se priprema s lukom, onda se najprije popirja nasjeckani luk i češnjak na maslinovom ulju, dodaju patlidžani, kratko popirjaju, dodaju paprike i lagano pirjaju 15-ak minuta. Nakon toga pospe se korijandarom, doda rajčica, tikvice, sol, papar i šećer po želji i kuha do 45 minuta i na kraju pospe bosiljkom i peršinom.
- Patlidžane i tikvice se prije dodavanja jelu preporučuje narezati na kockice, posoliti i ostaviti da odstoje u cjedilu najmanje 30 minuta, a nakon toga isperu i posuše.

### Ostali projekti
|  | Zajednički poslužitelj ima stranicu o temi Ratatouille           |
|  | Zajednički poslužitelj ima još gradiva o temi Ratatouille        |
|  | Wikiknjige imaju gradivo o temi WikiKuharica/Recepti/Ratatouille |